# Palazzo Castiglioni
A Palazzo Castiglioni (Corso Venezia 47.) egy milánói palota.

## Története
A palotát Giuseppe Sommaruga építette 1901 és 1901 között Ermengildo Castiglioni megbízásából. Az art nouveau építészeti stílus egyik milánói remekműve. A kaput díszítő szobrok Ernesto Bazzaro alkotásai, azonban közízlést sértő indokkal eltávolították őket még az épület hivatalos átadása előtt. Ma a Villa Luigi Faccanonit díszítik.  Napjainkban a milánói kereskedelmi uniónak székhelye.